# Eduard Linkers
Eduard Linkers, nom de scène de Ludwig Linkers (né le 11 octobre 1912 à Czernowitz, mort le 3 avril 2004 à Wartenberg) est un acteur autrichien.

## Biographie
Eduard Linkers fait partie de l'école du Volkstheater auprès de Rudolf Beer et de Rolf Jahn. Il a son premier engagement à Klagenfurt. De 1931 à 1938, Linkers est acteur et artiste de cabaret sur différentes scènes de Vienne (dont le Theater an der Wien et le Theater in der Josefstadt et le cabaret ABC).
Après l'Anschluss, il est interdit de faire son métier, car son père est juif. Au lieu de cela, il est professeur d'anglais à Prague entre 1938 et 1945.
Après la Seconde Guerre mondiale, Linkers redevient acteur et joue douze rôles principaux ou titres dans des films tchèques entre 1946 et 1950. Il joue principalement des personnages louches et cryptiques comme dans le film de science-fiction Krakatit basé sur la nouvelle de Karel Čapek. À partir de 1951, Linkers joue dans de nombreux théâtres germanophones, par exemple à Munich (Kammerspiele), Berlin (Freie Volksbühne Berlin), Vienne (Theater an der Wien, Raimundtheater), Francfort et dans de nombreux théâtres en tournée.
Linkers fait ses débuts au cinéma dans la comédie d'Henry Koster Catherine en 1935. De plus, Linkers polyglotte peut souvent apparaître dans des productions internationales comme Dossier secret d'Orson Welles ou Malevil ou Fantômas.

## Filmographie

### Cinéma
- 1936 : Catherine
- 1937 : Peter im Schnee
- 1946 : Les Hommes sans ailes
- 1946 : La révolte des jouets
- 1947 : Krakatit
- 1948 : L'Arriviste
- 1952 : Cuba Cabana
- 1953 : Hollandmädel
- 1954 : Das Licht der Liebe
- 1954 : Esclaves pour Rio
- 1955 : C'est arrivé le 20 juillet
- 1955 : Dossier secret
- 1955 : Der doppelte Ehemann
- 1955 : La Patronne de la Couronne d'or (de)
- 1956 : Kitty, une sacrée conférence
- 1956 : Das Mädchen Marion
- 1957 : Der Etappenhase
- 1957 : L'Adieu aux armes
- 1958 : Madeleine et le légionnaire
- 1958 : Nackt wie Gott sie schuf (de)
- 1958 : Mein Schatz ist aus Tirol
- 1959 : Der Haustyrann
- 1959 : Heiße Ware
- 1959 : À bout de nerfs
- 1960 : Orientalische Nächte
- 1960 : Himmel, Amor und Zwirn
- 1960 : L'Homme des fusées secrètes
- 1960 : Der letzte Fußgänger
- 1961 : Question 7
- 1961 : Festival Girls (de)
- 1961 : Un croque-mort trop curieux (en)
- 1962 : Muß i denn zum Städtele hinaus
- 1962 : Freud, passions secrètes
- 1964 : La Fureur d'aimer (de)
- 1966 : L'Espion
- 1967 : Le Valet de carreau
- 1968 : Avant que vienne l'hiver
- 1970 : Deep End
- 1970 : Hurra, ein toller Onkel wird Papa
- 1972 : Vendredi sanguinaire
- 1972 : Notre agent à Salzbourg
- 1973 : Alle Menschen werden Brüder
- 1973 : Le Loup des steppes
- 1976 : La Marquise d'O…
- 1977 : Die Jugendstreiche des Knaben Karl
- 1978 : Son of Hitler
- 1981 : Malevil
- 1986 : Tatort: Der Schnee vom vergangenen Jahr (de)
- 1989 : Lovec senzací

### Télévision
- 1955 : Madame Aurélie
- 1960 : Schatten der Helden
- 1964 : Die Bekehrung des Ferdys Pistora (de)
- 1969 : Pater Brown
- 1972 : Galgentoni
- 1977 : Drei sind einer zuviel
- 1980 : Fantômas : Le Tramway fantôme
- 1981 : Der Schüler Gerber (de)
- 1982 : Fausses Notes